# VM i orientering 2022
VM i orientering 2022 var den 38. udgave af verdensmesterskabet i orientering. Det fandt sted fra 26. – 30. juni 2022 i Trekantsområdet, Danmark - nærmere bestemt i Kolding, Fredericia og Vejle. Det var den første udgave af VM i orientering, hvor der udelukkende blev konkurreret i sprintorientering (by/park-orientering) og samtidig den første udgave med knock-out-sprint. Det er tredje gang der afholdes VM i Danmark - 1974 og 2006.
Der deltog i alt 323 atleter fra 40 lande. Det svenske landshold blev topscorer med fem medaljer, herunder to guldmedaljer til Tove Alexandersson på kvindesiden.
Konkurrencerne var oprindeligt planlagt til at blive afholdt i 2020, men blev udskudt på grund af coronaviruspandemien.

## Program
- 26. juni 2022: Sprintstafet og åbningsceremoni – Kolding Centrum
- 28. juni 2022: Knockout-sprint kvalifikation og finale – Fredericia Centrum
- 30. juni 2022: Sprint kvalifikation og finale samt afslutningsceremoni – Vejle Centrum

## Resultat

### Medaljetabel
| Rank              | Nation            | Guld | Sølv | Bronze | Total |
| ----------------- | ----------------- | ---- | ---- | ------ | ----- |
| 1                 | Sverige           | 2    | 2    | 1      | 5     |
| 2                 | Storbritannien    | 1    | 2    | 1      | 4     |
| 3                 | Schweiz           | 1    | 1    | 0      | 2     |
| 4                 | Norge             | 1    | 0    | 1      | 2     |
| 5                 | Belgien           | 0    | 0    | 1      | 1     |
| 5                 | Holland           | 0    | 0    | 1      | 1     |
| Total (6 nations) | Total (6 nations) | 5    | 5    | 5      | 15    |

### Damer
| Disciplin       | Guld                                 | Guld  | Sølv                                 | Sølv  | Bronze                       | Bronze |
| --------------- | ------------------------------------ | ----- | ------------------------------------ | ----- | ---------------------------- | ------ |
| Knockout-sprint | Tove Alexandersson · Sverige         | 8.09  | Megan Carter Davies · Storbritannien | 8.24  | Eef van Dongen · Holland     | 8.25   |
| Sprint          | Megan Carter Davies · Storbritannien | 14.22 | Simona Aebersold · Schweiz           | 14.28 | Alice Leake · Storbritannien | 14.40  |

### Herrer
| Disciplin       | Guld                      | Guld  | Sølv                     | Sølv  | Bronze                       | Bronze |
| --------------- | ------------------------- | ----- | ------------------------ | ----- | ---------------------------- | ------ |
| Knockout-sprint | Matthias Kyburz · Schweiz | 7.19  | August Mollén · Sverige  | 7.20  | Jonatan Gustafsson · Sverige | 7.24   |
| Sprint          | Kasper Fosser · Norge     | 13.56 | Gustav Bergman · Sverige | 14.12 | Yannick Michiels · Belgien   | 14.20  |

### Mix
| Disciplin    | Guld                                                                           | Guld  | Sølv                                                                              | Sølv  | Bronze                                                                   | Bronze  |
| ------------ | ------------------------------------------------------------------------------ | ----- | --------------------------------------------------------------------------------- | ----- | ------------------------------------------------------------------------ | ------- |
| Sprintstafet | Sverige · Lina Strand · Max Peter Bejmer · Gustav Bergman · Tove Alexandersson | 58.39 | Storbritannien · Charlotte Ward · Ralph Street · Kris Jones · Megan Carter Davies | 59.41 | Norge · Ane Dyrkorn · Lukas Liland · Kasper Fosser · Andrine Benjaminsen | 1:00.20 |